# Вовченко Василь Мусійович
Василь Мусійович Вовченко (нар. 8 квітня 1900, Веселе — пом. 12 червня 1988, Київ) — український радянський художник; член Спілки радянських художників України.

## Біографія
Народився 8 квітня 1900 року в селі Веселому (нині Харківський район Харківської області, Україна). Протягом 1921—1928 років навчався у Харківському художньому інституті, де його викладачами були зокрема Михайло Шаронов, Семен Прохоров, Олексій Кокель, Іван Падалка.
Упродовж 1927—1941 років виконував політичні плакати. Під час німецько-радянської війни працював у фронтовому агітпоїзді, малював листівки, якими закидали тимчасово окуповану ворогом територію України, плакати. Член ВКП(б) з 1950 року.
Жив у Києві, в будинку на бульварі Лихачова, № 2, квартира 48. Помер у Києві 12 червня 1988 року.

## Творчість
Працював в галузі станкового живопису. Сере робіт:
живопис
- «Комсомолка» (1927);
- «Повернення Червоної армії з маневрів» (1935);
- «Шевченко серед селян» (1937);
- «Будьонівці» (1937);
- «Зустріч героїв» (1945);
- «Ковпаківці на Десні» (1947);
- «Натюрморт» (1947);
- «Осінь» (1953);
- «На Дніпрі» (1954);
- «Дуня» (1957);
- «Бузок» (1960);
- «Ранок на Дніпрі» (1960);
- «У Розливі» (1969).

Серед плакатів: «В бою гвинтівку твердо держи, а в тяжку хвилину товаришеві допоможи».
У 1930-х роках виконав фреску у Харківському клубі зв'язку. Автор панно «Продаж кріпачки» (1940).
Працював над створенням гобеленів. Виконав картон для тематичного килима «Зустріч переможців» (1949).
Брав участь у республіканських виставках з 1927 року.